# 7112 Ghislaine
7112 Ghislaine (1986 GV) là một tiểu hành tinh vành đai chính được phát hiện ngày 3 tháng 4 năm 1986 bởi Shoemaker, C. S. ở Palomar.